# Apogon pacificus
Apogon pacificus es una especie de pez de la familia de los apogónidos en el orden de los perciformes.

## Morfología
Los machos pueden llegar a alcanzar los 10 cm de longitud total.

## Distribución geográfica
Se encuentran desde el golfo de California hasta Perú y las islas Galápagos.